# 1996 DZ
1996 DZ är en asteroid i huvudbältet som upptäcktes 21 februari 1996 av den japanska astronomen Takao Kobayashi vid Ōizumi-observatoriet.
Asteroiden har en diameter på ungefär 7 kilometer.